# 20799 Ashishbakshi
20799 Ashishbakshi là một tiểu hành tinh được phát hiện ngày 27 tháng 9 năm 2000 bởi MIT Lincoln Laboratory's Near-Earth Asteroid Research (LINEAR). Nó nằm ở vành đai Ceres thuộc hệ mặt trời.